# Château Corbin

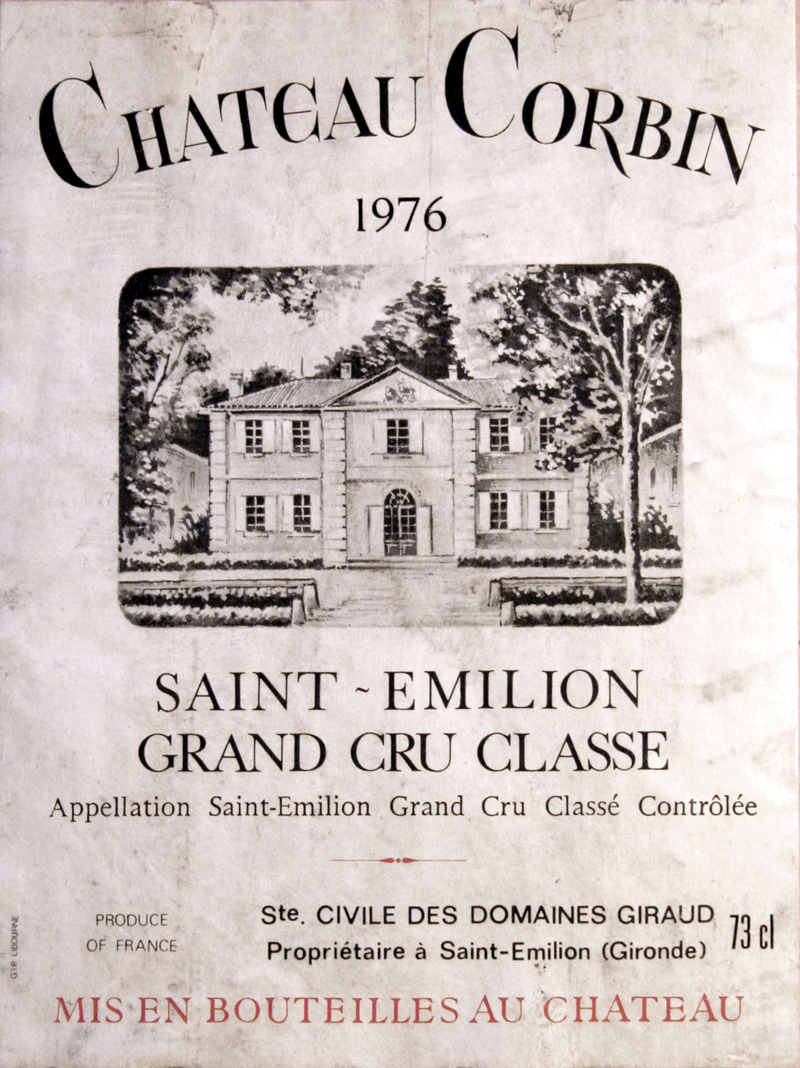
Het etiket van een fles uit 1976

Château Corbin is een van de grand crus classés van de Franse gemeente Saint-Émilion in de Bordeaux.
Het ongeveer 12,66 ha grote domein is sinds 1924 in handen van de familie Giraud. De wijngaarden bestaan voor 72% uit merlot, en voor 28% uit cabernet franc. De jaarlijkse productie is gemiddeld 81.000 flessen (75 cl).
De wijn wordt vaak omschreven als traditioneel. Hij is donker robijn-rood, met een zweem van karmijn. De neus wordt gekenmerkt door de rijping in barriques: men ruikt geroosterde noten, specerijen en karamel. De smaak omvat veel hout en men ontdekt een toets van koffie en cacao op de achtergrond. De wijn heeft wat tijd nodig om zijn hoogtepunt te bereiken.

## Steekkaart
| Eigenaars     | Domaines Giraud                                               |
| Oppervlakte   | 12,66 ha                                                      |
| Productie     | 607 hl                                                        |
| Aanplant      | 72% merlot 28% cabernet franc                                 |
| Rijping       | 10% nieuw 20 maanden                                          |
| Adres         | Grand Corbin 1 33330 Saint-Émilion                            |
| Betrokken bij | Château Certan-Giraud (Pomerol) Château Clos du Roy (Pomerol) |